# ريان ماكبرايد (لاعب كرة قدم)
ريان ماكبرايد (بالإنجليزية: Ryan McBride)‏ هو لاعب كرة قدم بريطاني في مركز الدفاع، ولد في 15 ديسمبر 1989 في ديري في أيرلندا الشمالية، وتوفي بنفس المكان في 19 مارس 2017. لعب مع ديري سيتي.

## وصلات خارجية
- ريان ماكبرايد (لاعب كرة قدم) على موقع قاعدة بيانات كرة القدم.إي يو (الإنجليزية)
- ريان ماكبرايد (لاعب كرة قدم) على موقع Soccerbase.com (لاعب) (الإنجليزية)
- ريان ماكبرايد (لاعب كرة قدم) على موقع Soccerway.com (الإنجليزية)
- ريان ماكبرايد (لاعب كرة قدم) على موقع عالم كرة القدم.نت (الإنجليزية)